# Gymneleotris seminuda
Gymneleotris seminuda är en fiskart som först beskrevs av Günther, 1864.  Gymneleotris seminuda ingår i släktet Gymneleotris och familjen smörbultsfiskar. IUCN kategoriserar arten globalt som livskraftig. Inga underarter finns listade i Catalogue of Life.